# Пам’ятник невідомому солдату (Ботевград)
Па́м'ятник невідо́мому солда́ту (болг. Паметник на Незнайния войн; в минулому також відомий як пам'ятник героям війни та пам'ятник полеглим за Вітчизну) — військовий монумент, розташований на площі Невідомого солдата в місті Ботевград, Болгарія. Його було відкрито 20 жовтня 1929 року в пам'ять про 39 офіцерів і солдатів з Ботевграда, які загинули в першій Балканській війні, другій Балканській війні та Першій світовій війні.

## Історія
Пам'ятник було споруджено за сприяння товариства офіцерів запасу «Сурсувул», муніципалітету і громадян. Міський Комітет економічного і культурного розвитку міста та району, який було створено в 1928 році, мав великий вплив. Пам'ятник було офіційно відкрито як пам'ятник загиблим за Вітчизну. На церемонії відкриття були присутні більше 20 000 людей з міста і сусідніх сіл.
Площа перед пам'ятником є місцем проведення традиційних військових парадів у День Святого Георгія 6 травня, а також святкових заходів з нагоди Дня Національної армії 1 листопада і болгарської освіти, культури і слов'янської писемності 24 травня. 9 вересня 1944 р. група, організована Національним комітетом Вітчизняного фронту, проголосила там комуністичний переворот і змінення політичної влади в Болгарії.

## Опис
На південній стороні пам'ятника висічено імена всіх 39 офіцерів і солдатів, загиблих у трьох війнах за національне об'єднання. Перший серед них — поет Стамен Панчев, якому посмертно було присвоєно звання лейтенанта. Більшість офіцерів були з родин Романських і Цагарських. На східній, західній і північній сторонах постаменту зображено побутові і військові сцени.
Статуя зображує солдата в повній бойовій формі з гвинтівкою біля ноги. Солдат дивиться на південний захід, на болгарські землі у Фракії і Македонії. Прототипом солдата для статуї стала фотографія підлеглих Йордана Курпанова. Він брав участь у війні, повернувся інвалідом і помер у 1924 році. Цю ж фотографію було використано для виготовлення статуї на військовий пам'ятник у місті Етрополе. Фігуру солдата для пам'ятника було відлито із бронзи в Римі.